# Motua humeralis
Motua humeralis är en insektsart som först beskrevs av Walker 1870.  Motua humeralis ingår i släktet Motua och familjen Ricaniidae. Inga underarter finns listade i Catalogue of Life.